# Flexstuderen
Flexstuderen is de mogelijkheid aan hogescholen of universiteiten om collegegeld per studiepunt te betalen in plaats van een vast bedrag per studiejaar. Hiermee is het gemakkelijker voor studenten om hun eigen studietempo te bepalen en om naast hun studie andere taken op de pakken, waardoor minder studenten zich genoodzaakt zien om (tijdelijk) te stoppen met hun studie. Het totale collegegeld mag echter niet het wettelijke tarief overschrijden. Studenten zijn dus niet meer kwijt dan wanneer ze een volledig programma volgen.

## Nederland
In een besluit van minister Jet Bussemaker wordt het voor onderwijsinstellingen in het hoger onderwijs mogelijk gemaakt om te experimenteren met flexstuderen in het voltijdsonderwijs. Het maakt voor deelnemende onderwijsinstellingen mogelijk om af te wijken van de regel dat studenten voor een volledig studiejaar collegegeld moeten betalen. Hogeschool Utrecht, Windesheim, Tilburg University, Radboud Universiteit Nijmegen en Universiteit van Amsterdam namen vanaf het studiejaar 2017-2018 aan het experiment deel. De Universiteit Utrecht startte in 2019-2020 met het experiment.
Studentenpartij De Vrije Student lobbyde voor de invoering van flexstuderen op grote schaal. Op 9 juni 2020 nam de Tweede Kamer een motie van Dennis Wiersma en Kirsten van den Hul aan waarin het kabinet verzocht wordt om flexstuderen wettelijk te verankeren en per 1 september 2023 aan alle hogeronderwijsinstellingen mogelijk te maken. De LSVb had liever een verlenging van de pilot gezien in plaats van een wettelijke verankering.

## Vlaanderen
Studenten aan Vlaamse hogescholen en universiteiten betalen hun collegegeld afhankelijk van het afgenomen aantal studiepunten plus een vast bedrag per jaar.